# Dasypus sabanicola
El cachicamo sabanero (Dasypus sabanicola) es una especie de armadillo de la familia Dasypodidae, endémico de la región de los Llanos en Colombia y Venezuela.

## Hábitat
Vive en la sabana, en matorrales, áreas abiertas y cerca de formaciones de piedra caliza, entre los 25 y 200 m de altitud.

## Descripción
Alcanza 60 cm de longitud y pesa 9,5 kg, tiene muy poco pelo.

## Alimentación
Como otros armadillos, se alimenta de hormigas.